# Hilaire Van der Schueren

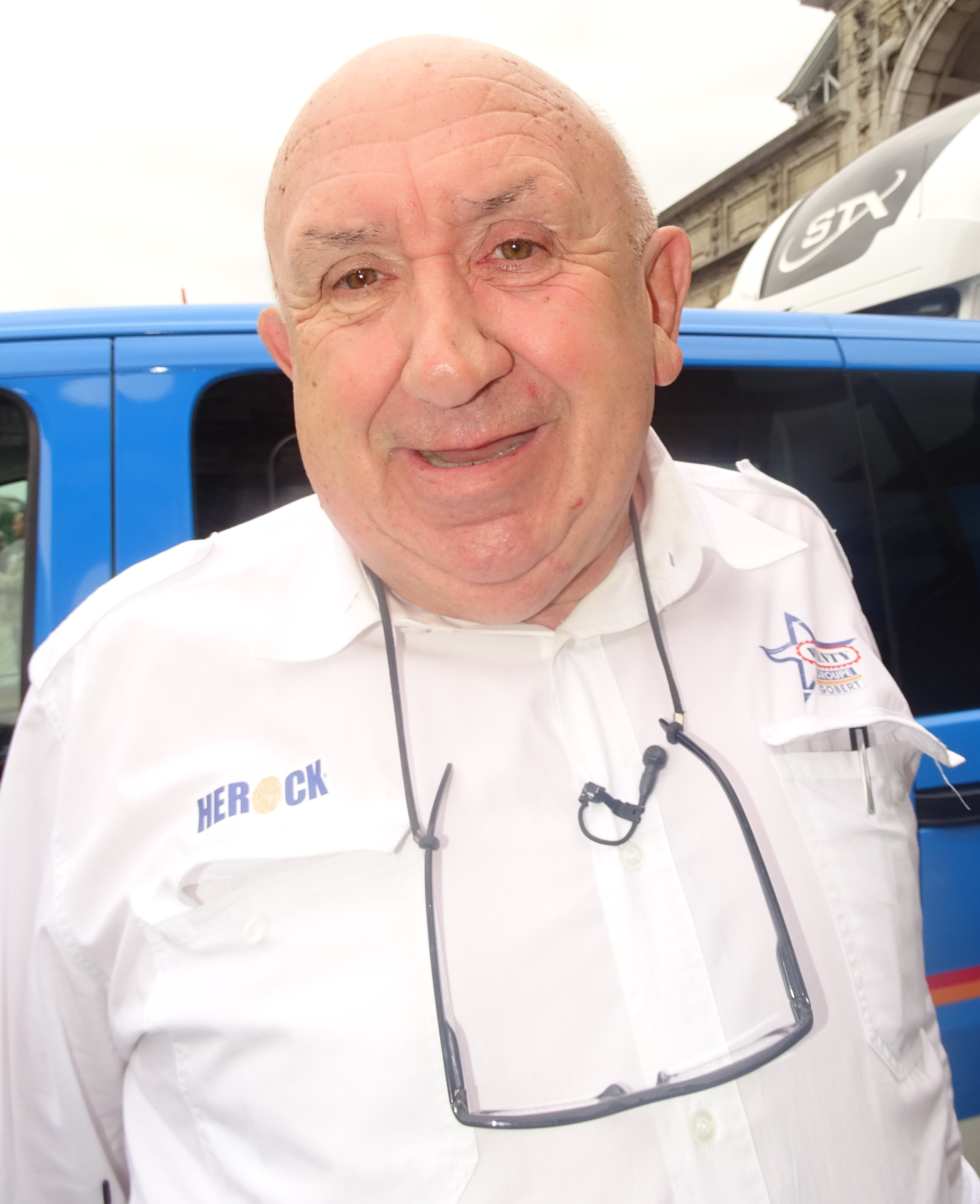
Hilaire Van der Schueren (2015)

Hilaire Van der Schueren (22 januari 1948) is de Belgische ploegleider van het World-tour team Wanty-Groupe Gobert.
Sinds begin jaren tachtig zit Hilaire in de auto als ploegleider. Als ploegleider bij de ploegen van Jan Raas won hij vele klassiekers en etappes in grote rondes. Met zijn netwerk en amicale verschijning is hij belangrijk voor de complete organisatie.

## Biografie
Voordat Van der Schueren bij Wanty-Groupe Gobert aan de slag ging, was hij ploegleider van Vacansoleil en nam enkele renners met zich mee van zijn vorige ploeg Cycle-Collstrop. Cycle-Collstrop, dat ook met een Nederlandse licentie reed in 2008, was het bescheiden overblijfsel van de ProTour-ploeg Unibet.com. Van der Schueren was eerder ook ploegleider bij MrBookmaker.com, waaruit Unibet.com weer voortkwam. 
In tegenstelling tot veel van zijn collega's is hij zelf nooit profrenner geweest. 
Van der Schueren heeft onder meer gewerkt met Frank Vandenbroucke, Baden Cooke, Jo Planckaert, Stefan van Dijk, Michael Boogerd, Biniam Girmay en de veldrijders Mario De Clercq en Tom Vannoppen.